# Le Cas Richard Jewell
Pour plus de détails, voir Fiche technique et Distribution.
Le Cas Richard Jewell (Richard Jewell) est un film américain réalisé par Clint Eastwood et sorti en 2019. Il s'inspire de l'histoire vraie de l'agent de sécurité Richard Jewell qui découvre la bombe à l'origine de l'attentat du parc du Centenaire durant les Jeux olympiques d'été de 1996 avant d'en être suspecté à la place d'Eric Rudolph.

## Synopsis
Richard Jewell a toujours voulu travailler pour les forces de police, qu'il admire. En juillet 1996, il fait partie de l'équipe chargée de la sécurité des Jeux olympiques d'été de 1996 d'Atlanta. Il est l'un des premiers à découvrir la présence d'une bombe dans le parc du Centenaire lors d'un concert. L'explosion fait deux victimes et une centaine de blessés. Mais l'intervention de Richard a sauvé de nombreuses vies. Très vite, les médias font de lui le héros. Mais quelques jours plus tard, la journaliste Kathy Scruggs de The Atlanta Journal-Constitution révèle que le FBI le suspecte finalement d'être le poseur de bombe, à l'instar d'un agent de sécurité qui avait posé une bombe dans un bus en marge des Jeux olympiques d'été de 1984 à Los Angeles. Richard devient alors l'homme le plus détesté du pays, au grand désespoir de sa mère Barbara « Bobi » Jewell. Richard demande alors de l'aide à l'avocat Watson Bryant, rencontré dix ans auparavant.

## Fiche technique
Sauf indication contraire, les informations mentionnées dans cette section peuvent être confirmées par la base de données cinématographiques IMDb,  présente dans la section « Liens externes ».
- Titre francophone : Le Cas Richard Jewell
- Titre original : Richard Jewell
- Titre de travail : The Ballad of Richard Jewell
- Réalisation : Clint Eastwood
- Scénario : Billy Ray, d'après l'article American Nightmare: The Ballad of Richard Jewell de Marie Brenner (en) et d'après le livre The Suspect: An Olympic Bombing, the FBI, the Media, and Richard Jewell, the Man Caught in the Middle de Kent Alexander et Kevin Salwen
- Direction artistique : Chris Craine
- Décors : Kevin Ishioka
- Musique : Arturo Sandoval
- Photographie : Yves Bélanger
- Production : Jennifer Davisson, Leonardo DiCaprio, Clint Eastwood, Jonah Hill, Jessica Meier, Kevin Misher et Tim Moore
  - Producteur associé : Andy Berman
- Sociétés de production : Appian Way, Misher Films et Malpaso Productions, 75 Year Plan Productions
- Société de distribution : Warner Bros. Pictures (États-Unis, France)
- Pays d’origine :  États-Unis
- Langue originale : anglais
- Format : couleur
- Budget : 45 millions de dollars[3]
- Durée : 129 minutes
- Genre : drame biographique, thriller
- Dates de sortie :
  - États-Unis : 13 décembre 2019
  - Belgique : 12 février 2020
  - France : 19 février 2020

## Distribution
- Paul Walter Hauser (VF : Christophe Lemoine ; VQ : Stéphane Rivard) : Richard Jewell
- Sam Rockwell (VF : Damien Boisseau ; VQ : Gilbert Lachance) : Watson Bryant, l'avocat
- Kathy Bates (VF : Denise Metmer ; VQ : Claudine Chatel) : Barbara « Bobi » Jewell
- Jon Hamm (VF : Jérémie Covillault ; VQ : Patrick Chouinard) : l'agent fédéral Tom Shaw
- Olivia Wilde (VF : Barbara Beretta ; VQ : Catherine Proulx-Lemay) : Kathy Scruggs, la journaliste
- Ian Gomez (VF : Pascal Germain ; VQ : Tristan Harvey) : l'agent fédéral Dan Bennett
- Wayne Duvall : l'examinateur du polygraphe
- Dylan Kussman : Bruce Hughes
- Mike Pniewski : Brandon Hamm
- Nina Arianda (VF : Irina Ninova) : Nadya
- Dexter Tillis : un policier
- Niko Nicotera (VF : Antoine Schoumsky) : Dave Dutchess
- David Shae (VQ : Kevin Houle) : Ron Martz
- Deja Dee : Alice Hawthorne
- Bill Clinton (VQ : Daniel Picard) : lui-même (images d'archives)
- Alan Heckner (VQ : Frédéric Paquet) : Bill Miller
- Ronnie Allen : Kenny Rogers
- Alex Collins (VF : Matthieu Albertini) : Max Green

 Source et légende : version québécoise (VQ) sur Doublage.qc.ca

## Production

### Genèse et développement
Le scénario est écrit par Billy Ray, d'après un article de Marie Brenner (en) paru dans Vanity Fair en 1997. En 2014, Paul Greengrass est annoncé comme réalisateur. David O. Russell est ensuite brièvement évoqué pour le remplacer. En 2019, le projet est finalement repris par Clint Eastwood. Leonardo DiCaprio et Jonah Hill ne sont alors impliqués qu'en tant que producteurs.

### Attribution des rôles
En 2014, Jonah Hill devait tenir le rôle de Richard Jewell, tandis que Leonardo DiCaprio devait jouer le rôle de son avocat. Finalement, Leonardo DiCaprio laisse le rôle de l'avocat à Sam Rockwell et le rôle principal revient à un acteur assez méconnu, Paul Walter Hauser. Pour se préparer au rôle, celui-ci a notamment pu rencontrer la mère de Richard Jewell ainsi que son avocat. Comme il avait été prévu au moment où Clint Eastwood a repris le projet, Jonah Hill et Leonardo DiCaprio sont producteurs du film.

### Tournage
Le tournage débute le 24 juin 2019 à Atlanta.

### Musique
Clint Eastwood retrouve le musicien de jazz cubain Arturo Sandoval, après son précédent film La Mule (2018). On peut par ailleurs entendre dans le film les chansons The Gambler de Kenny Rogers, Macarena (Bayside Boys Remix) de Los del Río ou encore I'll Take You There et I Walked Alone de Jack Mack & The Heart Attack.

## Accueil

### Critique
Le film reçoit des critiques majoritairement positives. Sur l'agrégateur américain Rotten Tomatoes, il récolte 76% d'opinions favorables pour 266 critiques et une note moyenne de 6,79⁄10. Sur Metacritic, il obtient une note moyenne de 68⁄100 pour 45 critiques.
Le portrait qui est fait de la journaliste Kathy Scruggs de l'Atlanta Journal-Constitution (AJC) suscite la polémique. Le film montre en effet la journaliste, décédée en 2001, proposer des rapports sexuels à un membre du FBI pour obtenir des informations sur l'enquête. La rédaction de l'AJC qualifie ce portrait de « choquant » et « faux ». Plusieurs critiques accusent alors le film de sexisme,.
En France, le site Allociné recense 35 critiques presse, pour une moyenne de 4⁄5.
Le quotidien Sud Ouest qualifie le film de « récit d’initiation impeccable où l’incarnation de Jewell par Paul Walter Hauser est aussi subtile qu’émouvante. ».
Pour la revue numérique Critikat, il s'agit de « l'un des films les plus émouvants d'Eastwood. ».

### Box-office
Aux États-Unis et au Canada, le film sort en même temps que Jumanji: Next Level et Black Christmas avec des prévisions de recettes estimées à 10 millions de dollars, pour 2 502 copies, au cours de son week-end d'ouverture. Cependant, le premier jour, le film n'engrange que 1,6 million de dollars. Il s'agit de l'un des pires démarrages d'un film avec autant de salles et du pire démarrage pour un film de Clint Eastwood depuis Bronco Billy (1980).
| Pays ou région    | Box-office       | Date d'arrêt du box-office | Nombre de semaines |
| ----------------- | ---------------- | -------------------------- | ------------------ |
| États-Unis Canada | 22 345 542 $     | 6 février 2020             | 8                  |
| France            | 795 393 entrées, | 14 juillet 2020            | 8                  |
| Total mondial     | 44 655 962 $     | -                          | -                  |

## Distinctions
Sauf indication contraire, les informations mentionnées dans cette section peuvent être confirmées par la base de données cinématographiques IMDb,  présente dans la section « Liens externes ».

### Récompenses
- National Board of Review Awards 2019
  - Meilleure actrice dans un second rôle pour Kathy Bates
  - Meilleur espoir pour Paul Walter Hauser
  - Top 10 films
- AFI Awards 2019 : Film de l'année

### Nominations
- Golden Globes 2020 : Meilleure actrice dans un second rôle pour Kathy Bates
- Oscars 2020 : Meilleure actrice dans un second rôle pour Kathy Bates